# Теніт
Теніт (Fe, Ni) — мінерал, природно, на Землі зустрічається в основному в залізних метеоритах.
Назва мінералу походить від грецького ταινία що означає «групи, стрічки».

## Загальний опис
Теніт є основною складовою залізних метеоритів. Це сплав заліза і нікелю, з часткою нікелю в межах від 20 % до 65 %.. У октаедритах він зустрічається у вигляді смуг з чергуванням камаситових формувань.
Теніт добре ідентифікується у структурі метеоритного заліза при травленні відполірованого зрізу — у вигляді т. зв. відманштеттенових фігур: пересічних смужок-балок (камасит), облямованих вузькими блискучими стрічками (теніт). Дрібнозерниста суміш камаситу і теніту утворює плесит (plessite).